# Университет Крэнфилда
Университет Крэнфилда (англ. Cranfield University) — франко-британский научно-исследовательский университет, входящий в систему послевузовского профессионального образования, крупнейший центр прикладных исследований, разработок и дизайна в Европе. Основной кампус находится в Крэнфилде, Бедфордшир (единственный в Великобритании имеющий собственный аэропорт и собственные самолёты, используемые в ходе обучения и исследований по программе аэрокосмических технологий). Второй кампус оборонного колледжа управления и технологий располагается во Франции (Париж) аэропорт Шарль-де-Голля. На протяжении всей своей 60-летней истории университет специализируется на подготовке специалистов инженеров высшего уровня и управляющих в сфере научно-технических разработок.

## Программы высшего образования
- Aerospace courses — Курсы отделения Аэрокосмических технологий
- Environment and Water courses — Курсы отделения Защиты окружающей среды и Водных пространств
- Automotive and Motorsport courses — Курсы отделения Автомобильные и Мотоспорта
- Health courses — Курсы отделения Здоровья
- Computing and IS courses — Курсы отделения Компьютерных наук и Информационных систем
- Management courses — Курсы отделения Менеджмент
- Defence courses — Курсы отделения Защиты
- Manufacturing courses — Курсы отделения Производства
- Engineering courses — Курсы отделения Инженерии
- Safety, Risk and Reliability courses — Курсы отделения Безопасности, Риска и Надежности